# Ulica Oboźna w Warszawie
Ulica Oboźna – ulica w dzielnicy Śródmieście w Warszawie.

## Opis
Ulica prowadziła do dworu oboźnego królewskiego Bogusława Ernesta Denhoffa, z czym związana jest jej nazwa nadana w 1771.
W 1896 przy ulicy wybudowano rotundę, w której umieszczono panoramę Tatr. Około 1911 została ona przebudowana na Teatr Żydowski im. A. Kamińskiego. W 1935 budynek przebudowano na garaż.
Większość zabudowy ulicy uległa zniszczeniu w czasie II wojny światowej.
Na całej długości jest ulicą jednokierunkową, wjazd jest możliwy z Powiśla w stronę śródmieścia. W przeszłości możliwy był skręt z ul. Oboźnej w ul. Krakowskie Przedmieście, jednak od czasu jego remontu w 2005–2006 połączono ją z północnym odcinkiem ul. Kopernika.

## Ważniejsze obiekty
- Kampus Główny Uniwersytetu Warszawskiego, w tym Collegium Iuridicum III pod adresem Oboźna 6 i Dom Kupców pod adresem Oboźna 8.
- Klasycystyczny zdrój z 1837 w miejscu dawnego źródła skarpowego wykonany według projektu Edwarda de Klopmanna (obecnie zasilany wodą z wodociągów miejskich).
- Pomnik Mikołaja Kopernika
- Teatr Polski
- Pomnik Leona Schillera
- Park Kazimierzowski